# Jelka Reichman
Jelka Schubert Reichman, slovenska slikarka in ilustratorka, * 23. avgust 1939, Ljubljana. 
Diplomirala je na Akademiji za likovno umetnost v Ljubljani. Je avtorica številnih ilustracij za otroke in mladino.

## Dela

### Knjižne ilustracije
- Miškolin
- Šivilja in škarjice (1964)
- Cepecepetavček (1971)
- Levi devžej (1971)
- Moj prijatelj Piki Jakob (1972)
- Maček Muri (1975)
- Zmaj Direndaj (1981)
- Arne na potepu
- Hi, konjiček
- Zlata ladja in Pisani klobuček

## Nagrade in priznanja
- 1979 – Levstikova nagrada
- 2002 – Nagrada Hinka Smrekarja za življenjsko delo
- 2005 – Levstikova nagrada za življenjsko delo
- 2009 – Župančičeva nagrada za življenjsko delo
- 2012 – Slovenka leta 2011
- 2016 – Častna meščanka Ljubljane